# 查德威克 (伊利諾伊州)
查德威克（英語：Chadwick）是位於美國伊利諾伊州卡洛爾縣的一個村落。

## 地理
查德威克的座標為42°00′51″N 89°53′21″W / 42.01417°N 89.88917°W，而該地最高點為海拔高度244米（即801英尺）。

## 人口
根據2010年美國人口普查的數據，查德威克的面積為0.81平方千米，當中陸地面積為0.81平方千米，而水域面積為0.00平方千米。當地共有人口551人，而人口密度為每平方千米680人。